# 서석중학교
서석중학교(瑞石中學校)는 대한민국 강원특별자치도 홍천군 서석면 풍암리에 있는 공립 중학교이다.

## 학교 연혁
- 1951년 10월 30일 : 서석중학교 설립 인가
- 1952년 5월 25일 : 서석중학교 개교
- 2025년 1월 2일 : 2024학년도 제72회 졸업식(12명 졸업, 총 5,946명)
- 2025년 3월 1일 : 제30대 장재희 교장 부임
- 2025년 3월 4일 : 2025학년도 입학식 신입생 16명 입학

## 참고 자료
- 서석중학교 - 한국교육학술정보원 학교알리미